# Иванов, Леонид Геннадьевич
Леони́д Генна́дьевич Ивано́в (28 февраля 1944, Гомель — 19 июня 2010, Санкт-Петербург, Российская Федерация) — советский баскетболист. Рост — 203 см. Мастер спорта СССР международного класса (1973).

## Биография
В 1961-65 гг. выступал за «Буревестник» (Ленинград), в 1966-75 — за «Спартак» (Ленинград).
В сборной СССР дебютировал в 19 лет на чемпионате мира в Рио-де-Жанейро (1963). В игре со сборной США забил решающий мяч, которым обеспечил сборной СССР бронзовые медали.
Окончил ГДОИФК. С 1977 года работал старшим тренером мужской команды завода «Светлана» в Ленинграде.
Скончался после болезни 19 июня 2010 года. Похоронен на Северном кладбище Санкт-Петербурга.

## Достижения
- Бронзовый призёр чемпионата мира-1963.
- Чемпион СССР 1975, серебряный призёр чемпионатов СССР 1970-74 гг., бронзовый — в 1969 г.
- Чемпион (1970) и вице-чемпион (1965) Универсиад.
- Обладатель КОК 1973 и 1975 гг.